# Сухожебри (гміна)
Гміна Сухожебри (пол. Gmina Suchożebry) — сільська гміна у центральній Польщі. Належить до Седлецького повіту Мазовецького воєводства.
Станом на 31 грудня 2011 у гміні проживало 4758 осіб.

## Площа
Згідно з даними за 2007 рік площа гміни становила 100.71 км², у тому числі:
- орні землі: 80.00%
- ліси: 13.00%

Таким чином, площа гміни становить 6.28% площі повіту.

## Населення
Станом на 31 грудня 2011:
| Опис     | Загалом | Загалом | Чоловіки | Чоловіки | Жінки | Жінки |
| -------- | ------- | ------- | -------- | -------- | ----- | ----- |
| одиниця  | осіб    | %       | осіб     | %        | осіб  | %     |
| все      | 4758    | 100     | 2435     | 51.18    | 2323  | 48.82 |
| міське   | 0       | 100     | 0        |          | 0     |       |
| сільське | 4758    | 100     | 2435     | 51.18    | 2323  | 48.82 |

## Сусідні гміни
Гміна Сухожебри межує з такими гмінами: Беляни, Мокободи, Морди, Папротня, Седльце.